# 테세라

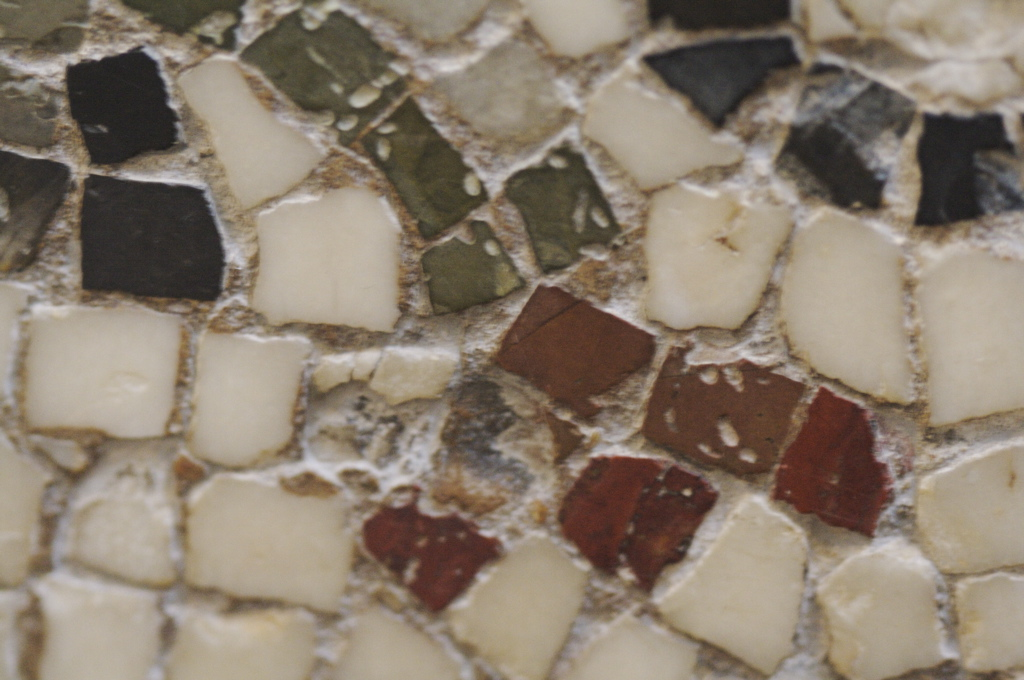
로마식 모자이크 테세라

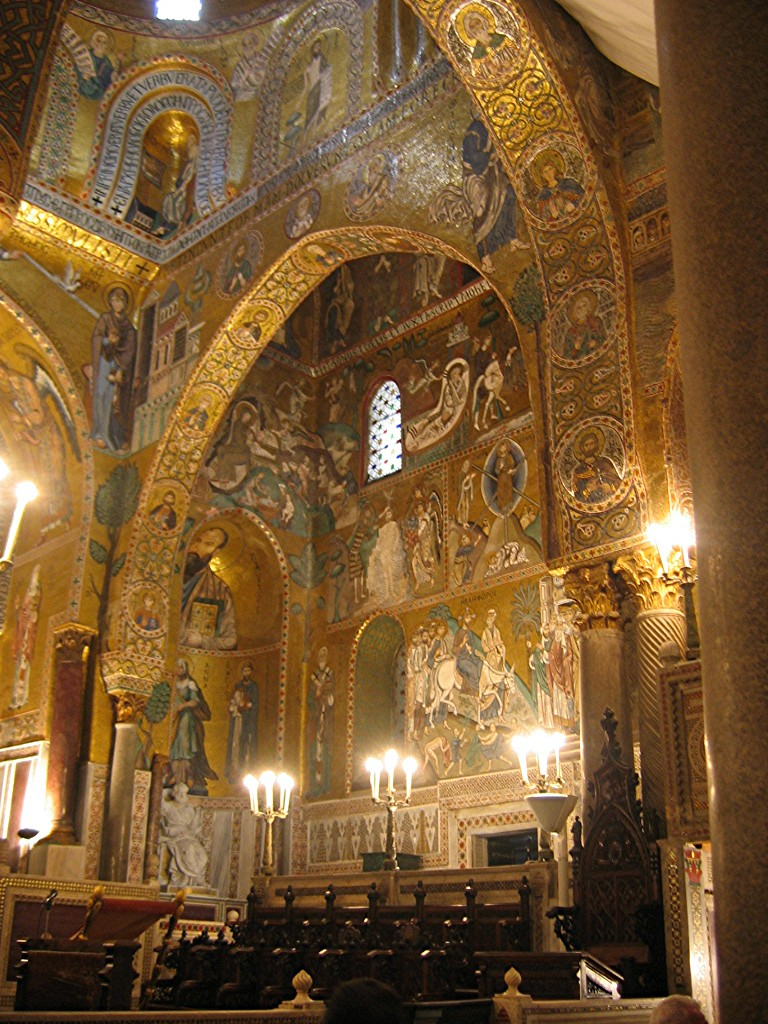
금제 테세라 모자이크를 활용한 시칠리아 팔레르모의 카펠라 팔라티나 예배당

테세라(영어: Tessera)는 모자이크를 제작하는 데 사용되는 타일 조각으로, 주로 테라코타나 세라믹으로 만들어졌으며 개개마다 편차가 있으나 정사각형에 가까운 네모진 모습으로 만들어진다.

## 같이 보기
- 테셀레이션
- 모자이크